# How to Succeed in Business Without Really Trying (musical)

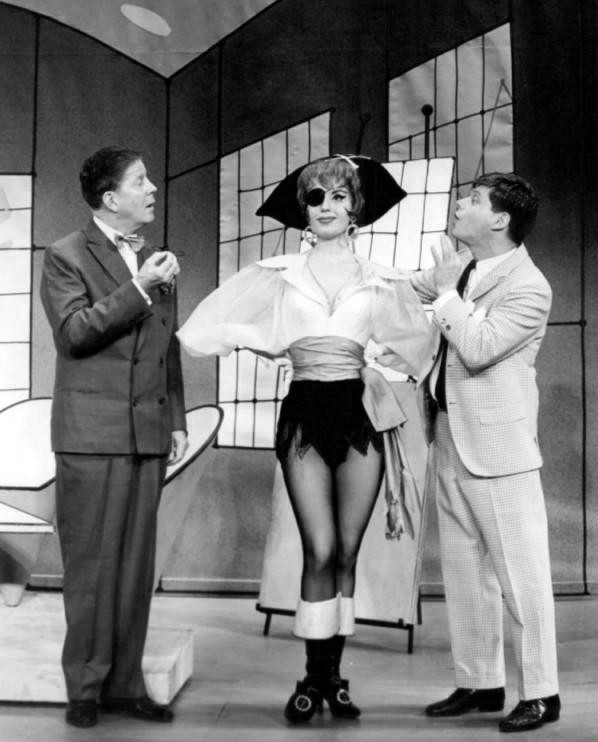
Foto promocional de Rudy Vallee, Virginia Martin e Robert Morspara, que estrelaram o espetáculo na Brodway em 1961

How to Succeed in Business Without Really Trying é um musical da Broadway montado pela primeira vez em 1961, com música de Frank Loesser e libreto de Abe Burrows, Jack Weinstock, e Willie Gilbert, é uma adaptação do livro de mesmo nome do Shepherd Mead, publicado em 1952. Venceu o Tony Award de Melhor Musical. Em 1967 foi produzida uma versão cinematográfica. 
Conta a história de J. Pierrepoint Finch, um lavador de janelas que encontra um guia prático de como ser bem sucedido nos negócios.Seguindo cada dica ele começa trabalhando no departamento de correspondências de uma grande empresa, chegando rapidamente ao cargo de chefe do departamento de marketing.
Em 2012, Daniel Radcliffe foi escolhido para fazer o "remake" do musical, junto com ele Rob Ashford foi escolhido como diretor e coreógrafo. A Estréia ocorreu no Teatro Al Hirschfeld em 26 de fevereiro de 2011, com a abertura oficial em 27 de março de 2011. O Musical foi nomeado para o Tony Awards de 2011.
Darren Criss sucedeu Radcliffe no papel de J. Pierrepont Finch por um compromisso limitado de três semanas,o mesmo foi premiado no prêmio Broadway.com como a substituição favorita.
Nick Jonas entrou no elenco substituindo Darren Criss em 24 de Janeiro de 2012.
Em 20 de Maio de 2012, a produção fechou após 30 previews e 473 performances regulares.